# Еколошка антропологија
Еколошка антропологија (ЕА) је подобласт антропологије која је дефинисана као „проучавање културних адаптација на окружење“. ЕА је такође дефинисана као, „проучавање односа између популације људи и њиховог биофизичког окружења“.
Фокус истраживања ЕА односи се на то „како су културна веровања и праксе помогли људској популацији да се прилагоде свом окружењу, и како су људи користили елементе своје културе да одрже своје екосистеме“.
Еколошка антропологија се развила из приступа културне екологије и пружила је концептуални оквир погоднији за научна истраживања од приступа културној екологији. Истраживање које се спроводи у оквиру овог приступа има за циљ проучавање широког спектра људских одговора на проблеме животне средине.
Еколошки антрополог, Conrad Kottak, објавио је тврдњу да постоји оригинална старија функционалистичка  еколошка антропологија аполитичног стила, која се појавила 1999. године, као нова еколошка антропологија, која се састоји од више комплексан укрштајући глобални, национални, регионални и локални системски стилова или приступа.

## Супроттставњени ставови
Од почетка ЕА различити научници су критиковали ову дисциплину, рекавши да је сама по себи:
- превише фокусирана на статичку равнотежу која игнорише промене,

- да користи кружно резоновање,

- да превише поједностављује системе.

Једна од тренутних критика  је да се, у свом изворном облику, еколошка антропологија ослања на културни релативизам као норму. Међутим, у данашњем свету мало је култура које су довољно изоловане да живе у правом културно релативном стању. Уместо тога, на културу утичу и мењају је медији, владе, невладине организације, предузећа, итд. Као и да је, АЕ као дисциплина  доживела помак ка примењеној еколошкој антропологији, политичкој екологији и антропологији животне средине.